# Samoletna Fabrika Kaproni Bulgarski
Die Samoletna Fabrika Kaproni Bulgarski (SFKB; Flugzeugfabrik Kaproni Bulgarien), bulg. (СФГБ) war eine Niederlassung des italienischen Flugzeugbauers Caproni im zentralbulgarischen Kasanlak. Ursprünglich 1926 vom tschechischen Hersteller Aero erbaut, wurde das Werk 1930 von Caproni gekauft. Es wurden zunächst Lizenzbauten von Caproni produziert, später aber auch Weiterentwicklungen für die bulgarische Luftwaffe. Ab 1942 wurde die Fabrik verstaatlicht und in den staatlichen Flugzeugbauer DAR integriert.

## Typen (chronologisch)
- KB-1 Schmetterling/Пеперуда (Caproni Ca.100), 1932
- KB-2UT (Caproni Ca.113), 1933[1]
- KB-2A Lerche/Чучулига, 1936[2]
- KB-3 Lerche/Чучулига I, 1937
- KB-4 Lerche/Чучулига II, 1938[3][4]
- KB-5 Lerche/Чучулига III, 1939[5]
- KB-6 Papagei/Папагал (Caproni Ca. 309), 1939[6]
- KB-11 Quasimodo/Квазимодо
- KB-11A Fasan/Фазан, 1941[7][8]

## Galerie

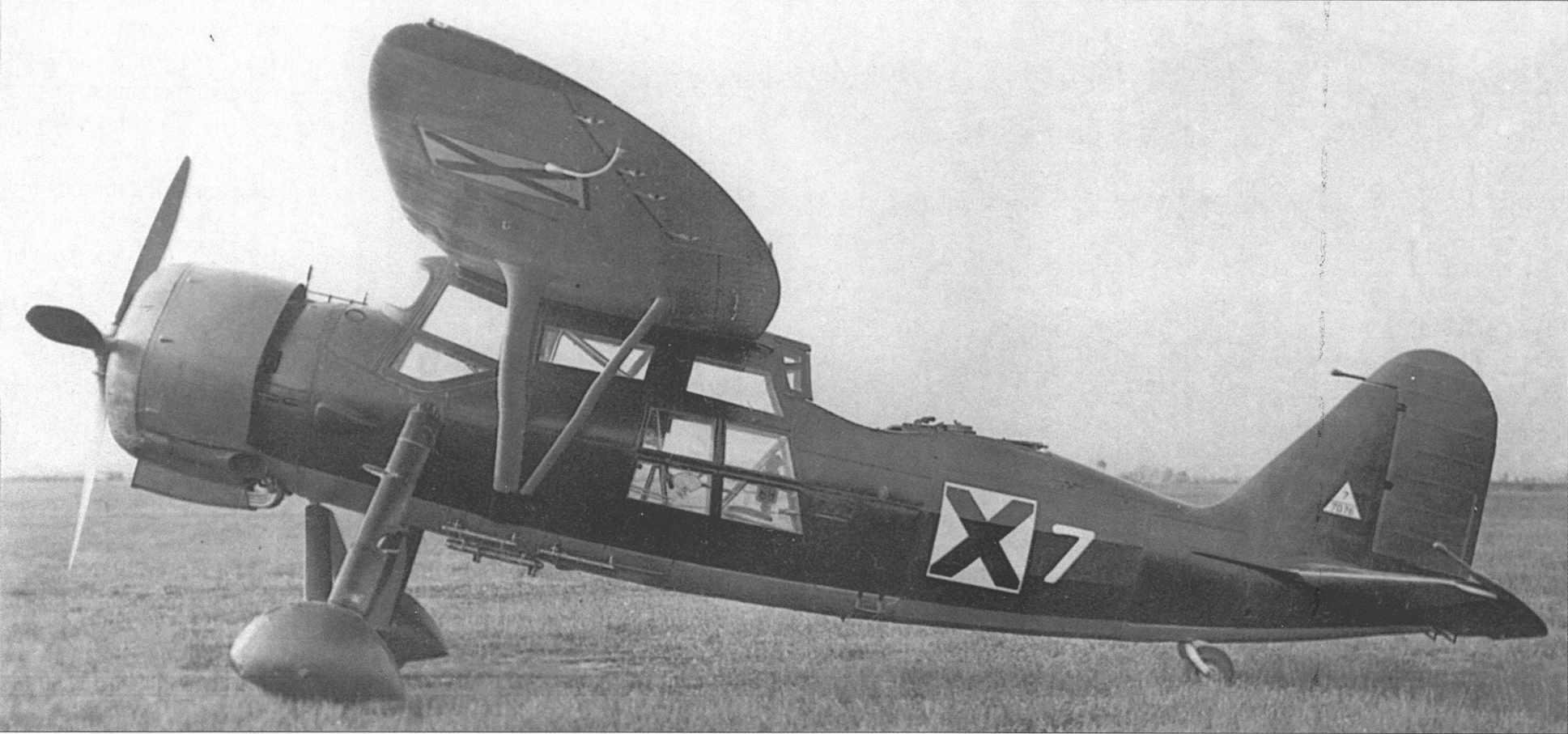
KB-11A Fasan